# مینامی ایچیکاوا
می‌نامی ایچیکاوا (انگلیسی: Minami Ichikawa؛ زادهٔ ۲۲ ژوئیهٔ ۱۹۶۶) تهیه‌کننده فیلم، اهالی کسب‌وکار اهل ژاپن است. وی از سال ۱۹۸۹ میلادی تاکنون مشغول فعالیت بوده‌است.